# NGC 4710
NGC 4710 (również PGC 43375 lub UGC 7980) – soczewkowata galaktyka spiralna (S0-a), znajdująca się w gwiazdozbiorze Warkocza Bereniki w odległości około 60 milionów lat świetlnych od Ziemi. Została odkryta 21 marca 1784 roku przez Williama Herschela.
Dysk galaktyczny NGC 4710 oraz zgrubienie centralne są otoczone przez niezwykłe pasy pyłu. Jądro tej galaktyki posiada delikatną skrzynkową strukturę w kształcie litery X. Powstała ona w wyniku prostopadłych do płaszczyzny galaktyki ruchów gwiazd w zgrubieniu centralnym. Struktura ta jest widoczna tylko wtedy, gdy obserwujemy galaktykę od strony jej krawędzi. Często występuje ona w mniejszych galaktykach o luźnej budowie ramion spiralnych. W galaktykach podobnych do NGC 4710, posiadających ciasno zwinięte ramiona wokół wyraźnego zgrubienia centralnego struktura skrzynkowa występuje znacznie rzadziej.
Galaktyka NGC 4710 należy do Gromady galaktyk w Pannie.